# Media Create
Media Create (株式会社メディアクリエイト, Kabushiki Gaisha Media Kurieito) est une entreprise japonaise qui réunit et analyse les informations sur l'industrie du divertissement numérique, et spécialement sur le marché japonais du jeu vidéo. Le site web de Media Create est populaire auprès des internautes intéressés par les chiffres de vente de software et de hardware au Japon.